# 塔姆
塔姆（德語：Tamm，發音：[tam]）是德国巴登-符腾堡州斯图加特行政区路德维希堡县的城市，面积8.78平方千米，2023年12月31日人口为12,726人。